# 情深谊长
《情深谊长》（法語：Amour profond et amitié éternelle），王印泉作词，臧东升作曲的一首歌颂红军与少数民族同胞兄弟情义的抒情革命歌曲。取意红军二万五千里长征过冕宁，红军将领刘伯承和彝族果基支头领小叶丹“歃血为盟”的史实。
该曲最早是1962年济南军区前卫歌舞团首演红军长征题材舞剧《红流》第二幕的插曲。后，1964年10月2日人民大会堂演出的大型音乐舞蹈史诗《东方红》中位于第三场《万水千山》。

## 其他
邓玉华，曾于1995年以《情深谊长》获得第三届中国金唱片奖。